# Janko Brodarič
Janko Brodarič, slovenski delavec, partizan in narodni heroj, * 1. oktober 1922, Rosalnice, † v začetku leta 1943, Veljun, Hrvaška.

## Življenjepis
Janko Brodarič se je leta 1941 vključil v NOB in aprila 1942 odšel v partizane. Dne 1. junija 1942 je sodeloval pri napadu na belokranjskih in kočevskih partizanov na italijansko postojanko Stari trg ob Kolpi. Hudo ranjenemu so v partizanski bolnišnici odrezali nogo in ga jeseni 1942 umaknili v Žumberak na Hrvaško in nato dalje v Veljun na Kordunu; tu je delal v partizanskih delavnicah. Padel v začetku leta 1943, najverjetneje med sovražnikovo ofenzivo

## Odlikovanja
- Red narodnega heroja